# 山田学 (都市研究者)
山田 学（やまだ まなぶ、1939年 - ）は、日本の都市計画研究者。東京大学工学部都市工学科教授として、後進の育成にあたる。

## 来歴
東京大学工学部丹下健三研究室在籍当時、コンピュータの利用を月尾嘉男らとともに、1963年の「東京都庁舎の庁内の職員、来客に関する流動調査」より始め、中心となって進めた。
1985年から1995年まで、東京大学都市設計研究室を主宰した。
著書に『現代都市計画事典』（共著、彰国社）『都市の博物誌』（共著、彰国社）がある。訳書に『図説・景観の世界 人類による環境形成の軌跡』（ジェフリ＆スーザン・ジェリコー 著、彰国社）『敷地計画の技法』（ケヴィン・リンチ著、鹿島出版会、1987）がある。